# Sokol (rajón v Moskvě)
Sokol (rusky Сокол) je název jednoho z moskevských rajónů. Nachází se na severu města, je součástí Severního okruhu. Jeho název pochází od jména rekreační chatové oblasti z časů 20. a 40. let 20. století; dříve se tu nacházela také ještě vesnice Vsechsvjatskoje (rusky Всехсвятское). Dnes je to místo s hustým osídlením a mnohými panelovými sídlišti, která zde byla budována od 50. let 20. století. V současné době zde žije 57 300 lidí.